# Ле-Гран-Кевийи (кантон)
Ле-Гран-Кевийи (фр. Grand-Quevilly) — кантон во Франции, находится в регионе Нормандия, департамент Приморская Сена. Входит в состав округа Руан.

## История
До 2015 года в состав кантона входила часть города Ле-Гран-Кевийи.
В результате реформы 2015 года состав кантона был изменен.

## Состав кантона с 22 марта 2015 года
В состав кантона входят коммуны (население по данным Национального института статистики за 2018 г.):
- Ле-Гран-Кевийи (25 771 чел.)
- Пети-Курон (8 655 чел.)

## Политика
На президентских выборах 2022 г. жители кантона отдали в 1-м туре Марин Ле Пен 29,0 % голосов против 25,2 % у Жана-Люка Меланшона и 24,6 % у Эмманюэля Макрона; во 2-м туре в кантоне победил Макрон, получивший 53,4 % голосов. (2017 год. 1 тур: Марин Ле Пен – 26,6 %, Жан-Люк Меланшон – 25,3 %, Эмманюэль Макрон – 21,8 %, Франсуа Фийон – 9,2 %; 2 тур: Макрон – 60,3 %. 2012 год. 1 тур: Франсуа Олланд — 39,8 %, Марин Ле Пен — 19,2 %,Николя Саркози — 15,7 %; 2 тур: Олланд — 67,2 %. 2007 год. 1 тур: Сеголен Руаяль — 37,7 %, Саркози — 21,1 %; 2 тур: Руаяль — 60,4 %).
С 2015 года кантон в Совете департамента Приморская Сена представляют член совета города Ле-Гран-Кевийи Тако Дьялло (Tacko Diallo) и мэр этого города Николя Рули (Nicolas Rouly) (оба — Социалистическая партия).
|                | Кандидаты                    | Партия                   | Первый тур | Первый тур     | Второй тур | Второй тур |
| Кол-во голосов | Кандидаты                    | Партия                   | % голосов  | Кол-во голосов | % голосов  |            |
| -------------- | ---------------------------- | ------------------------ | ---------- | -------------- | ---------- | ---------- |
|                | Тако Дьялло Николя Рули      | Социалистическая партия  | 4 577      | 57,91          | 5 370      | 71,19      |
|                | Станислас Гризата Ева Фрожер | Национальное объединение | 2 018      | 25,53          | 2 173      | 28,81      |
|                | Даниэль Ас Кристин Ламур     | Коммунистическая партия  | 666        | 8,43           |            |            |
|                | Зора Сула Морган Эбер        | Прочие                   | 642        | 8,12           |            |            |

|                | Кандидаты                 | Партия                  | Первый тур | Первый тур     | Второй тур | Второй тур |
| Кол-во голосов | Кандидаты                 | Партия                  | % голосов  | Кол-во голосов | % голосов  |            |
| -------------- | ------------------------- | ----------------------- | ---------- | -------------- | ---------- | ---------- |
|                | Тако Дьялло Николя Рули   | Социалистическая партия | 5 897      | 46,87          | 7 458      | 63,81      |
|                | Паскаль Биньо Мартин Дево | Национальный фронт      | 3 675      | 29,21          | 4 229      | 36,19      |
|                | Алексис Ринго Николь Фару | Правый блок             | 1 827      | 14,52          |            |            |
|                | Ив Леду Одиль Морван      | Левый фронт             | 1 183      | 9,40           |            |            |